# Planeta Rica
Planeta Rica – miasto w Kolumbii, w departamencie Córdoba.